# 埃珀
埃珀（荷蘭語：Epe）是荷蘭的一個市镇。2015年，埃珀整個市镇有人口32,191人，其中城镇区有人口15,552人。

## 外部連結
- 维基共享资源上的相關多媒體資源：埃珀
- Official website（页面存档备份，存于）